# 7201 Kuritariku
A 7201 Kuritariku (ideiglenes jelöléssel 1994 UF1) a Naprendszer kisbolygóövében található aszteroida. S. Otomo fedezte fel 1994. október 25-én.